# Pallacanestro Broni 93 2014-2015
La Pallacanestro Broni 93 nella stagione 2014-2015 prende parte al campionato di Serie A2.